# Врубель, Михаил Антонович
Михаил Антонович Врубель (1798 или 1799 — 1859) — генерал-лейтенант Русской императорской армии; дед художника М. А. Врубеля.

## Биография
Родился в 1798 или 1799 году.
В службу вступил в 1817 году; с 31 декабря 1818 года — офицером. Принимал участие в турецком походе 1829 года и усмирении польских мятежников в 1831 году, за что получил орден Св. Владимира 4-й степени с бантом. В декабре 1848 года за выслугу лет получил орден Святого Георгия 4-й степени; в это время он был в звании полковника. В генерал-майоры он был произведён 11 апреля 1843 года.
В 1846 году награждён орденом Св. Анны 2-й степени, в 1848 — орден Св. Владимира 3-й степени. В 1849 году был назначен наказным атаманом Астраханского казачьего войска. В 1852 году получил орден Св. Станислава 1-й степени.
Умер в 1859 году. Похоронен на Гатчинском католическом кладбище.

## Семья
Был дважды женат и имел 3 сыновей и 4 дочерей.
В первом браке родились:
- Антон (02.09.1827—?)
- Александр (06.10.1828—?), отец художника М. А. Врубеля
- Магдалина (13.11.1829—?)
- Анна (26.11.1832—?)

Во втором браке родились:
- Николай (09.03.1838—?)
- Мария (16.07.1840—18.04.1862), в замужестве — Курута[3].
- Ольга (15.06.1842—?)